# Río Témnik
El río Témnik (del ruso: Темник) es un río de Rusia que discurre por la república de Buriatia. Es un afluente del río Selengá por la orilla izquierda, por lo que es un afluente del Yeniséi por el Selengá, el lago Baikal y el Angará.

## Geografía
El río nace en el límite entre los montes Jamar-Dabán y el pequeño Jamar-Dabán, en Buriatia, y discurre globalmente en dirección del este. En su curso inferior, comunica por un distributario, el río Tsagán Gol, con el lago Gusínoye. Desemboca poco después en el Selengá por la orilla izquierda a la altura de la localidad de Selenduma.
En su recorrido, el Témnik no atraviesa centros urbanos de importancia. Normalmente, el río permanece congelado desde el mes de noviembre hasta el mes de abril o principios del mes de mayo.

## Hidrometría - El caudal mensual del Temnik en Ulán-Udunga
El Témnik es un río muy irregular. Su caudal ha sido observado durante 51 años (1939-1989) en Ulán-Udunga, localidad situada a unos 59 km de su confluencia con el Selengá.
El caudal interanual medio observado en Ulán-Udunga en este periodo fue de 29,1 m³/s para una superficie de drenaje de 4.240 km², lo que corresponde a un 77.4 % de la cuenca hidrográfica del río que cuenta con 5.480 km². La lámina de agua vertida en esta cuenca, asciende a 217 mm por año, que puede ser considerada como bastante moderada en el contexto de la región.
El río, bastante poco abundante, alimentado en gran parte por la fusión de las nieves, el Témnik es un río de régimen nivo-pluvial que presenta dos temporadas.
Las crecidas de desarrollan de primavera a inicios de otoño, del mes de mayo al mes de septiembre inclusive, con una cima en junio-julio, lo que corresponde al deshielo y a la fusión de las nieves. En octubre, el caudal del río baja fuertemente, lo que conduce al periodo de estiaje, que tiene lugar desde noviembre a abril y corresponde al invierno y a las potentes heladas que se abaten por toda la región.
El caudal medio mensual observado en febrero (mínimo de estiaje) es de 1,53 m³/s , lo que supone solamente un 2 % del caudal medio del mes de julio (73,8 m³/s), lo que testimonia la amplitud muy elevada de la variaciones estacionales. En los 51 años del estudio, el caudal mensual mínimo ha sido de 0,001 m³/s (un litro) en marzo de 1983, mientras que el caudal mensual máximo se elevó a 187 m³/s  en julio de 1971.
En lo que concierne al periodo libre de hielos (de mayo a septiembre inclusive), el caudal mínimo observado ha sido de 24.1 m³/s  en agosto de 1958.
Caudales mensuales del Témnik (en m³/s) medidos en la estación hidrométrica de Ulán-Udunga
Datos calculados en 51 años